# Christopher Oualembo
Christopher Oualembo, né le 31 janvier 1987 à Saint-Germain-en-Laye est un footballeur congolais. Il évolue au poste de latéral droit en Championnat du Portugal de football sous les couleurs du l'Académica Coimbra.

## Biographie

### Les débuts
Né d'un père originaire de la République du Congo et d'une mère de la République démocratique du Congo, Christopher Oualembo commence sa carrière au Club Sportif d'Achères à l'âge de 10 ans. Deux ans plus tard, il rejoint le centre de formation du PSG. Durant six saisons, il défend les couleurs du club de la capitale. Lors de sa dernière saison parisienne, il remporte le titre de champion de France U18 face à l'AS Monaco. Plus concentré sur les études que sur sa carrière de footballeur, il ne parvient pas à passer pro.

### US Quevilly
La saison suivante, Christopher rejoint le club de l'US Quevilly. Le mariage ne dure pas, puisque six mois plus tard, il rejoint Levante en Espagne.

### Levante
Nous sommes alors en janvier 2007, Oualembo signe un contrat d'un an et demi avec le club valencien. Au terme de son contrat il ne trouve aucun club pour l'accueillir, malgré plusieurs essais dans différents clubs français (FC Lorient, Toulouse FC). Un an plus tard, il rejoint l'AC Monza. Il inscrit son premier but Italien en octobre 2009.

### Chernomorets Burgas
En janvier 2012, le latéral congolais est une des cibles prioritaires du Chernomorets Burgas, ambitieux club bulgare. Il y signe un contrat de deux ans et demi. L'adaptation est difficile, il est confronté au racisme et la séparation devient inéluctable.

### Lechia Gdansk
En octobre 2012, le Lechia Gdansk, club de D1 polonaise flaire la bonne affaire et l'accueille. Il prolonge pour trois saisons supplémentaires en novembre 2013. Malgré tout son association avec le club polonais est rompue en juin 2014, et il signe un contrat de deux ans avec le club portugais de l'Académica de Coimbra.

### Académica de Coimbra
Ses bonnes prestations au sein de l'équipe de Coimbra (nommé dans l'équipe type de la 24e journée du championnat du Portugal par le journal Maisfutebol), font que le sélectionneur congolais, Florent Ibenge, l'appelle de nouveau en sélection.

### Équipe nationale
Il obtient sa première sélection avec la République démocratique du Congo lors d'un match contre le Gabon le 8 juin 2008. Il joue pendant 90 minutes. En janvier 2015, il est convoqué en équipe nationale de la République démocratique du Congo, afin de participer à la Coupe d'Afrique des nations de football 2015. Malheureusement il ne dispute aucun match lors de cette compétition. Mais en mars, il porte à nouveau le maillot national, soit prêt de 4 ans et demi depuis son dernier match sous les couleurs de la République démocratique du Congo.

## Carrière
Arrêtées à l'issue de la saison 2015-2016
- 31 matchs et 0 but en 1re division portugaise
- 26 matchs et 0 but en 1re division polonaise
- 11 matchs et 0 but en 1re division bulgare
- 42 matchs et 1 but en 3e division italienne
- 26 matchs et 0 but en 4e division française
- 10 matchs et 1 but en 4e division polonaise

## Statistiques de joueur

### Synthèse
| Saison                | Club                  | Championnat           | Championnat | Championnat | Coupe(s) nationale(s) | Coupe(s) nationale(s) | Compétition(s) continentale(s) | Compétition(s) continentale(s) | Compétition(s) continentale(s) | Sélection | Sélection | Sélection | Total | Total |
| Saison                | Club                  | Division              | M.          | B.          | M.                    | B.                    | Comp.                          | M.                             | B.                             | Équipe    | M.        | B.        | M.    | B.    |
| 2004-2005             | PSG B                 | CFA Gr.A              | 4           | 0           | 0                     | 0                     | -                              | 0                              | 0                              | -         | 0         | 0         | 4     | 0     |
| 2005-2006             | PSG B                 | CFA Gr.D              | 11          | 0           | 0                     | 0                     | -                              | 0                              | 0                              | -         | 0         | 0         | 11    | 0     |
| Sous-total            | Sous-total            | Sous-total            | 15          | 0           | 0                     | 0                     | -                              | 0                              | 0                              | -         | 0         | 0         | 15    | 0     |
| 2006-2007             | US Quevilly           | CFA Gr.D              | 11          | 0           | -                     | -                     | -                              | 0                              | 0                              | -         | 0         | 0         | 11    | 0     |
| Sous-total            | Sous-total            | Sous-total            | 11          | 0           | -                     | -                     | -                              | 0                              | 0                              | -         | 0         | 0         | 11    | 0     |
| 2006-2007             | Levante UD B          | -                     | -           | -           | -                     | -                     | -                              | 0                              | 0                              | -         | 0         | 0         | 0     | 0     |
| 2007-2008             | Levante UD B          | -                     | 4           | 0           | -                     | -                     | -                              | 0                              | 0                              | RD Congo  | 2         | 0         | 6     | 0     |
| Sous-total            | Sous-total            | Sous-total            | 4           | 0           | -                     | -                     | -                              | 0                              | 0                              | RD Congo  | 2         | 0         | 6     | 0     |
| 2009-2010             | AC Monza Brianza      | Serie C1 Gr.A         | 22          | 1           | 0                     | 0                     | -                              | 0                              | 0                              | RD Congo  | 1         | 0         | 23    | 1     |
| 2010-2011             | AC Monza Brianza      | Serie C1 Gr.A         | 20          | 0           | 1                     | 0                     | -                              | 0                              | 0                              | RD Congo  | 1         | 0         | 22    | 0     |
| Sous-total            | Sous-total            | Sous-total            | 42          | 1           | 1                     | 0                     | -                              | 0                              | 0                              | RD Congo  | 2         | 0         | 45    | 1     |
| 2011-2012             | Chernomorets Bourgas  | A PFL                 | 11          | 0           | 0                     | 0                     | -                              | 0                              | 0                              | -         | 0         | 0         | 11    | 0     |
| Sous-total            | Sous-total            | Sous-total            | 11          | 0           | 0                     | 0                     | -                              | 0                              | 0                              | -         | 0         | 0         | 11    | 0     |
| 2012-2013             | Lechia Gdańsk         | Ekstraklasa           | 7           | 0           | 0                     | 0                     | -                              | 0                              | 0                              | -         | 0         | 0         | 7     | 0     |
| 2013-2014             | Lechia Gdańsk         | Ekstraklasa           | 19          | 0           | 2                     | 0                     | -                              | 0                              | 0                              | -         | 0         | 0         | 21    | 0     |
| Sous-total            | Sous-total            | Sous-total            | 26          | 0           | 2                     | 0                     | -                              | 0                              | 0                              | -         | 0         | 0         | 28    | 0     |
| 2012-2013             | Lechia Gdańsk II      | D4                    | 7           | 1           | 0                     | 0                     | -                              | 0                              | 0                              | -         | 0         | 0         | 7     | 1     |
| 2013-2014             | Lechia Gdańsk II      | D4                    | 3           | 0           | 0                     | 0                     | -                              | 0                              | 0                              | -         | 0         | 0         | 3     | 0     |
| Sous-total            | Sous-total            | Sous-total            | 10          | 1           | 0                     | 0                     | -                              | 0                              | 0                              | -         | 0         | 0         | 10    | 1     |
| 2014-2015             | Académica Coimbra     | Primeira Liga         | 18          | 0           | 0                     | 0                     | -                              | 0                              | 0                              | RD Congo  | 3         | 0         | 21    | 0     |
| 2015-2016             | Académica Coimbra     | Primeira Liga         | 13          | 0           | 3                     | 0                     | -                              | 0                              | 0                              | RD Congo  | 3         | 0         | 19    | 0     |
| Sous-total            | Sous-total            | Sous-total            | 31          | 0           | 2                     | 0                     | -                              | 0                              | 0                              | RD Congo  | 6         | 0         | 39    | 0     |
| Total sur la carrière | Total sur la carrière | Total sur la carrière | 150         | 2           | 5                     | 0                     | -                              | 0                              | 0                              | RD Congo  | 10        | 0         | 165   | 2     |

### Sélection nationale de la République démocratique du Congo
| Sélections | Date             | Stade                                                  | Adversaire      | Résultat | Minutes | Compétition             | Buts | Capitaine | Club             |
| ---------- | ---------------- | ------------------------------------------------------ | --------------- | -------- | ------- | ----------------------- | ---- | --------- | ---------------- |
| 1          | 8 juin 2008      | Stade des Martyrs, Kinshasa                            | Malawi          | 1 – 0    | 27 min  | Qualifications CAN 2010 | 0    | Non       | Levante UD       |
| 2          | 13 juin 2008     | Stade national El Hadj Hassan Gouled Aptidon, Djibouti | Djibouti        | 0 – 6    | 66 min  | Qualifications CAN 2010 | 0    | Non       | Levante UD       |
| 3          | 21 mai 2010      | Tivoli Neu, Innsbruck                                  | Arabie saoudite | 0 – 2    | 90 min  | Amical                  | 0    | Non       | AC Monza Brianza |
| 4          | 17 novembre 2010 | Stade Roger Rochard, Évreux                            | Mali            | 3 – 1    | 90 min  | Amical                  | 0    | Non       | AC Monza Brianza |
| 5          | 28 mars 2015     | Khalid Bin Mohammed Stadium, Sharjah                   | Irak            | 2 – 1    | 90 min  | Amical                  | 0    | Non       | Académica        |
| 6          | 9 juin 2015      | Stade Charles Tondreau, Mons                           | Cameroun        | 1 – 1    | 20 min  | Amical                  | 0    | Non       | Académica        |
| 7          | 14 juin 2015     | Stade des Martyrs, Kinshasa                            | Madagascar      | 2 – 1    | 90 min  | Qualifications CAN 2017 | 0    | Non       | Académica        |
| 8          | 6 septembre 2015 | Complexe Sportif Barthélemy Boganda, Bangui            | Centrafrique    | 2 – 0    | 90 min  | Qualifications CAN 2017 | 0    | Non       | Académica        |
| 9          | 8 octobre 2015   | Stade de la Cité de l'Oie, Visé                        | Nigeria         | 0 – 2    | 90 min  | Amical                  | 0    | Non       | Académica        |
| 10         | 12 octobre 2015  | Stade de la Cité de l'Oie, Visé                        | Gabon           | 1 – 2    | 90 min  | Amical                  | 0    | Non       | Académica        |

## Palmarès

### Avec lePSGU18
- Vainqueur du Championnat de France de football en 2004.

### En sélection
- RD Congo
  - Coupe d'Afrique des nations :
    - Troisième : 2015.